# 생물 목록
이곳은 생물 목록을 정리합니다.

## 비세포성 생물

### 바이로이드
바이로이드는 가장 작은 것으로 알려진 자가 복제 유전 단위이다. 2과 33종이 알려져 있다. 바이로이드를 명명할 때 바이로이드의 앞 글자 뒤에 소문자 d를 붙여 바이러스의 축약명과 혼동되지 않도록 한다.